# O Coyote
O Coyote (El Coyote no original) é um personagem criado pelo escritor espanhol José Mallorquí Figuerola em 1943, inspirado no personagem Zorro de Johnston McCulley. O personagem de romances pulp é popular na Espanha, tendo sido adaptado para o cinema, histórias em quadrinhos e programas de rádio. No Brasil, foi publicado no formato de bolso pela Editora Monterrey, fundada por Luis de Benito e Juan Fernandez Salmerón e pela filial brasileira da Editorial Bruguera, que também atuou com o nome de Cedibra.

## Descrição
Don César de Echagüe, homônimo filho de um fazendeiro californiano rico, retorna à sua terra em 1851. O romance retrata uma Califórnia hispânica habitada por uma sociedade próspera, mas recentemente conquistada pelos invasores ianques que tentam por todos os meios aproveitar as minas de ouro que os californianos escondiam. César é desprezado por todos na Califórnia, por ser covarde e efeminado, incluindo Don César, seu pai, e Leonor Acevedo, sua noiva, sem que eles soubessem que leva uma vida dupla como El Coyote, um defensor mascarado que luta pelos direitos dos hispânicos.

## Histórico
Mallorquí escreveu o romance El Coyote para a Editorial Molino, que foi publicado em 1943 como parte da coleção de uma coleção de romances de faroeste, sob o pseudônimo Carter Mulford. O escrito propor uma série sobre o personagem, com a recusa do editor, levou a série para a Ediciones Cliper.
A Clíper lançou o romance La vuelta del Coyote em setembro de 1944, que foi seguido por outros cento e noventa romances. O ilustrador Francisco Batet, responsável pelas capas dos romances, também ilustrou uma série de histórias em quadrinhos publicados a partir de 1947 para a revista El Coyote, as histórias eram roteirizadas pelo próprio Mallorquí. A série de romances foi cancelada em 1953, após uma tentativa de relançamento chamada "Nuevo Coyote".
Posteriormente, houve novas reedições:
- Ediciones Cid (1961-1964), com capas de Jano.
- Editorial Bruguera (1968-1971), com capas de Antonio Bernal.
- Favencia (1973-1977), com capas de Jano.
- Ediciones Forum (1983-1984), com capas de Salvador Fabá.
- Planeta deAgostini (2003-2004), com capas de Tony Fejzula e R.M. Gera.
- Ediciones Cátedra (2013), Volume 10 de Letras populares - El Coyote, trazendo os romances: El diablo en Los Ángeles e Don César de Echagüe.

## Romances
Coleção El Coyote
A coleção El Coyote da Ediciones Clíper é continuação do romance "El Coyote", que aparece como edição extra.
1. La vuelta del Coyote (1944)
2. Huracán sobre Monterrey (1944)
3. El valle de la muerte (1944)
4. La sombra del Coyote (1944)
5. El Coyote acorralado (1945)
6. El otro Coyote (1945)
7. Victoria secreta (1945)
8. Sierra de oro (1945)
9. El exterminio de la calavera (1945)
10. La victoria del Coyote (1945)
11. El hijo del Coyote (1945)
12. La marca del Cobra (1945)
13. Otra lucha (1945)
14. El final de la lucha (1945)
15. La diadema de las ocho estrellas (1945)
16. El secreto de la diligencia (1946)
17. Tras la máscara del Coyote (1946)
18. El diablo en Los Ángeles (1946)
19. La esposa de don César (1946)
20. La hacienda trágica (1946)
21. Los jarrones del virrey (1946)
22. Al servicio del Coyote (1946)
23. La ley de los vigilantes (1946)
24. Toda una señora (1946)
25. El secreto de Maise Syer (1946)
26. Rapto (1946)
27. Cuando el Coyote avisa (1946)
28. Cuando el Coyote castiga (1946)
29. Otra vez el Coyote (1946)
30. La huella azul (1946)
31. Mensajero de paz (1946)
32. Galopando con la muerte (1946)
33. La senda de la venganza (1946)
34. Padre e hijo (1946)
35. Cachorro de Coyote (1946)
36. La roca de los muertos (1946)
37. El enemigo del Coyote (1946)
38. Un caballero (1946)
39. Eran 7 hombres malos (1947)
40. Un ilustre forastero (1947)
41. La firma del Coyote (1947)
42. El secreto roto (1947)
43. El código cel Coyote (1947)
44. Máscara blanca (1947)
45. Los servidores del Círculo Verde (1947)
46. Seis tréboles (1947)
47. Guadalupe (1947)
48. El rescate de Guadalupe (1947)
49. Reunión en Los Ángeles (1947)
50. Luces de California (1947)
51. El último de los Gándara (1947)
52. El rancho de la "T" (1947)
53. El cuervo en la pradera (1947)
54. De tal palo… (1947)
55. Tres plumas negras (1947)
56. La reina del valle (1947)
57. Calavera López (1947)
58. Luchando por su hijo (1948)
59. Los apuros de don César (1948)
60. El charro de las calaveras (1948)
61. Analupe de Monreal (1948)
62. La caravana del oro (1948)
63. Un hombre acosado (1948)
64. Río turbulento (1948)
65. Los motivos del Coyote (1948)
66. Seis balas de plata (1948)
67. La última bala (1948)
68. Dinero peligroso (1948)
69. El regreso de Analupe (1948)
70. Los hombres mueren al amanecer (1948)
71. El sol camina hacia el oeste (1948)
72. Sangre en la cuenca del Amarillo (1948)
73. La hacienda El Capitán (1948)
74. El hombre de ningún sitio (1948)
75. El Cobra vuelve (1948)
76. La sepultura vacía (1948)
77. Los hijastros del odio (1948)
78. Otra vez el pasado (1949)
79. Plomo en una estrella (1949)
80. Muerte: punto de destino (1949)
81. El aullido del Coyote (1949)
82. Ojos verdes en Monterrey (1949)
83. El Coyote en el valle (1949)
84. La traición del Coyote (1949)
85. A la caza del Coyote (1949)
86. Los voluntarios del Coyote (1949)
87. Apostando su vida (1949)
88. Se alquila un asesino (1949)
89. Caín de Rancho Amarillo (1949)
90. Sierra Blanca (1949)
91. El mensajero del Coyote (1949)
92. El ahijado del Coyote (1949)
93. Las angustias de don Goyo (1949)
94. El último de los siete (1949)
95. La gloria de don Goyo (1949)
96. El camino del miedo (1949)
97. Traición en Monte Brumas (1950)
98. El pasado de Sarah Marsh (1950)
99. Diligencia a Monterrey (1950)
100. El diablo, Murrieta y el Coyote (1950)
101. El proscrito de las lomas (1950)
102. La hija del Coyote (1950)
103. Una niña peligrosa (1950)
104. El muerto volvió (1950)
105. La sangre de Simon Salter (1950)
106. Carne de horca (1950)
107. La sentencia se cumple al amanecer (1950)
108. La leyenda de Chicho Romero (1950)
109. El capataz del ocaso (1950)
110. El código de los hombres sin ley (1950)
111. Protegido del Coyote (1950)
112. Aguas prohibidas (1950)
113. La casa de los Valdez (1950)
114. Donde habita el peligro (1950)
115. El hogar de los valientes (1950)
116. El tribunal del Coyote (1950)
117. Tres buenos enemigos (1951)
118. El retrato de Nelly Dunn (1951)
119. Los compañeros del silencio (1951)
120. Alias el Coyote (1951)

Extras:
1. El Coyote (1943)
2. La justicia del Coyote (1945)
3. La primera aventura del Coyote (1945)
4. La mano del Coyote (1945)
5. El precio del Coyote (1945)
6. Vieja California (1946)
7. El jinete enmascarado (1946)
8. Trueno negro (1947)
9. Una sombra en Capistrano (1946)

Extra especial:
1. Don César de Echagüe (1946)

Nuevo Coyote
A coleção Nuevo Coyoyte foi um renascimento da série em formato de bolso, narrando histórias ambientadas cronologicamente antes do primeiro romance em 1943, antes da chegada do El Coyote na Califórnia.
1. Vuelve el Coyote
2. Rancho Desilusión
3. La prueba del plomo
4. Senda de balas
5. La legión del lobo
6. El valle de los 13 ahorcados
7. El azote de la frontera
8. El tesoro de las misiones
9. Su seguro servidor el Coyote
10. Cuidado con el Coyote
11. Guerra en la cuenca del río Sauces
12. Al servicio del Sur
13. Al norte de río Bravo
14. Coyote en Gris Mayor
15. El juez usaba antifaz
16. El hijo de Talia Coppard
17. Las armas de Guadalupe
18. La última carta de Frank Hartmann
19. Siete bonzos amarillos
20. Siete coyotes
21. El apacible General Carlson
22. La hora del Coyote
23. El pastor de Sierra Palmera
24. El hombre que mató a Jesse Ahmes
25. El hombre que volvió
26. La contraseña
27. El premio del Coyote
28. La herencia del Coyote
29. El hombre que murió demasiado tarde
30. Un coronel de Maximiliano
31. El Coyote al rescate
32. Cuestión de sangre
33. Cuando el Coyote no olvida
34. La dama de San Bernardino
35. El hombre tras la máscara
36. Los caballeros no usan revólver
37. Episodio en Monterrey
38. Una vida por siete
39. Los rehenes
40. Crisantemos para el Coyote
41. Morir no cuesta nada
42. Hace falta el Coyote
43. El perfume de la dama azul
44. La ley termina en San Rosario
45. Siempre ocurre en California
46. El penúltimo viajero
47. Murió violentamente
48. La princesa y el Coyote
49. La venganza pertenece al Coyote
50. Han condenado a Silver Davy
51. Regreso a San Francisco
52. El hombre que perdió su pasado
53. El hermano del Coyote
54. Monte Fracaso
55. Póker de damas
56. Cosas de Don César
57. El Coyote aúlla en Holbrook
58. El Coyote pierde la partida
59. La segunda muerte de P. G.
60. La rosa de oro de los Echagüe
61. Thunder Hall, comisario
62. Los asesinos llegan a Monterrey

## Histórias em quadrinhos
Em 1947, a Ediciones Cliper lançou uma revista em quadrinhos, com histórias roteirizadas pelo próprio Mallorquí e ilustradas por Francisco Batet, a revista foi publicada até 1953 e teve 189 edições, entre 1954 e 1955, foi publicada uma segunda revista de 14 edições.

## Filmes
- 1955 El Coyote. México/Espanha.
- 1956 La justicia del Coyote. México/Espanha
- 1957 El Coyote - filme para a televisão. Estados Unidos
- 1963 El vengador de California. Espanha/Itália
- 1998 La vuelta de El Coyote. Espanha